# Левитс, Эгилс
Эгилс Левитс (латыш. Egils Levits; род. 30 июня 1955, Рига, Латвийская ССР, СССР) — латвийский политический и государственный деятель. Президент Латвии с 8 июля 2019 по 8 июля 2023 года.
Почётный доктор Академии наук Латвии (2002).

## Биография

### Ранние годы
Эгилс Левитс родился в 1955 году в еврейско-латышской семье. Его отец Иона Моисеевич Левит придерживался левых взглядов, а с момента присоединения Латвии к СССР активно сотрудничал с советской властью. 29 июля 1940 года он стал государственным комиссаром правительства, назначенного Народным Сеймом за неделю до этого. Иона Левит получил сразу три должности во исполнение закона «О национализации банков и крупных предприятий». Первую — на фабрике Metaltechnika Давида Мушке (ул. Вагону, 21). Вторую — на фирме Lefa (ул. Мурниеку, 7, владельцы Екаб и Залман Сапуго и Мейлах Шомер. Третья фабрика, Metall-Štamp, принадлежала тем же Сапуго и Шомеру (Слокас, 55). Только на одном из этих предприятий зарплата уполномоченного составляла 200 латов в месяц, что сделало инженера вполне обеспеченным человеком.
С началом войны Иона Моисеевич эвакуировался вглубь СССР, работал конструктором на военном заводе. Его родители и другие родственники погибли во время Рижского погрома 4 июля 1941 года.
От первого брака у Ионы Левита был сын Михаил — выпускник Ленинградского университета, геолог, сотрудник рижского ВНИИморгео.
Предки Э. Левита по материнской линии имели революционное прошлое. Его прадед Янис Баргс с двумя братьями были активными участниками революции 1905 года, в их квартире на ул. Териню в Риге некоторое время располагалась типография большевистской газеты «Cīņa» («Борьба»). Когда её раскрыли, братьев арестовали. Им удалось бежать из тюрьмы и на пароходах переправиться в Германию. Два других брата затем оказались в Париже и США, а Янис Баргс осел в Гамбурге, куда к нему впоследствии приехала жена с тремя дочерьми, младшая из которых была бабушкой Левита. Она окончила немецкую школу и говорила в основном по-немецки. Некоторое время прожила у дяди в Париже, пытаясь стать пианисткой, однако в начале 1920-х годов вернулась в Латвию, вышла замуж и стала богатой землевладелицей.
Мать Эгила Левита, Ингеборга Яновна Левите, получила образование акушерки и жила в Риге, откуда в 1944 году при отступлении нацистских войск эвакуировалась в Германию. Работала по специальности под Берлином, после освобождения города оказалась в восточной части и в 1946 году была переправлена в Латвию. 25 марта 1949 года её богатая семья была депортирована, а сама Ингеборга начала скрываться от властей. По совету друзей она обратилась к Ионе Левиту за оформлением поддельных документов. Так произошло знакомство будущих родителей Эгила. Иона Моисеевич женился на своей подопечной вторым браком, их первенец родился дома и был официально зарегистрирован только в 1959 году.
В 1958 году из ссылки вернулась семья Эгила по материнской линии, и его дальнейшее воспитание проходило в ней. Мальчик довольно рано научился читать, поэтому во 2-ю среднюю школу с латышским языком обучения её директор Гулбе приняла его сразу во второй класс. Как самый младший в классе, Эгил старался заслужить уважение одноклассников, помогая им выполнять трудные задания.
В 1972 году он окончил Рижскую среднюю школу № 2, а затем вместе со своей семьёй эмигрировал в Германию.

### На Западе
В 1972 году Левиты уехали из СССР по израильской визе, но семья поселилась в ФРГ, неподалёку от родственников матери. Иона Левит в Германии не прижился, вскоре он ушёл от семьи.
Эгилс, в отличие от родителей, не владел немецким языком и поступил в 12-й класс латышской гимназии в Мюнстере.
После её окончания (1973) начал изучать химию в Гамбургском университете, так как его Рижская 2-я средняя школа была с углублённым изучением химии и там он получил диплом лаборанта.
Однако после двух лет учёбы Эгилс понял, что по-настоящему его интересуют право и государствоведение. Ещё в Мюнстерской гимназии он перечитал всю эмигрантскую литературу и убедился, что среди эмигрантов много специалистов разных профилей, однако недостаёт юристов и политологов. Поэтому он сменил профиль обучения в университете. Используя свои знания русского языка, он подключился к исследованиям Советского Союза и Восточной Европы — советологии. Таким образом познакомился с двумя ведущими специалистами, балтийскими немцами профессорами Дитрихом Андреем Лебером (Латвия) и Борисом Мейснером (Эстония). Лебер пригласил Левита работать к себе на кафедру юридического факультета Кильского университета.
В 1975 году вступил в латышскую студенческую корпорацию Fraternitas Lataviensis, встречаясь в ней с одним из деятелей латышского национализма 1930-х годов Адольфом Шилде, которого высоко ценил за «сильное радикально-националистическое направление» и за то, что тот выступал за ускоренное достижение доминирования основной нации в общественной, культурной и хозяйственной жизни.
В 1982 году прослушал курс юридического факультета Гамбургского университета.
Как референт Кильского университета Левитс сотрудничал с научным отделом Бундестага и подготовил для него международно-правовой анализ пакта Молотова — Риббентропа и его последствий. Впоследствии его заключение, по словам самого Левита, использовало руководство Германии, чтобы признать, что пакт никогда не имел юридической силы.
В 1986 году стажировался на кафедре политологии факультета философии и общественных наук Гамбургского университета.
В 1987 году Левитс впервые после эмиграции посетил Латвийскую ССР и нашёл, что идеи свободы там практически исчезли. Он объяснил это тем, что «если какие-то идеи долго запрещать, они исчезают». Он встречался с представителями интеллигенции, которым был знаком по статьям, засылавшимся Объединением свободных латышей мира в Латвию по нелегальным каналам. «Я смог включиться в движение Атмоды, мне доверяли», — рассказывал Левитс. Однако на деле его появление в латышской политической элите инициировали преподаватель юридического факультета ЛГУ Юрис Боярс и его коллега по университету Валдис Биркавс, указал очевидец событий, общественный деятель Александр Васильев.
Левитс изучал функцию национальной элиты на примере советской Латвии. С 1989 по 1991 год по приглашению профессора Бориса Мейснера он работал в исследовательском Институте Германии и Восточной Европы и в Геттингенской рабочей группе — ассоциации учёных, выходцев из бывших немецких территорий на востоке. В это время Левитс стал одним из сторонников и пропагандистов концепции непризнания оккупации балтийских стран, разработанной его учителем и наставником Б. Мейснером и использованной при восстановлении независимости балтийских стран.
В 1989 году начал практиковать как присяжный переводчик федерального суда земли Шлезвиг-Гольштейн, выполняя переводы с русского и латышского языков. Помимо латышского, русского и немецкого языков, Эгилс Левитс владеет также английским и французским.

### В Латвии
Во время Атмоды начал посещать Латвию, вступил в Народный фронт. Стал членом его думы, а также Латвийского конгресса граждан.
Окончательно переехал на родину в 1992 году.
Стал членом влиятельного политического «Клуба-21», а затем одним из учредителей партии «Латвийский путь». Левитс является отцом латвийской бюрократической системы, скопированной им с германской. Однако для маленького государства эта система оказалась слишком тяжеловесной, считает латвийский политолог и активный деятель Атмоды Сергей Анцупов.
Посол в Германии, Швеции (1992—1993).
По списку «Латвийского пути» в 1993 году был избран в пятый Сейм Латвии.
Министр юстиции в правительстве Валдиса Биркавса (1993—1994). После его отставки работал послом в Австрии, Венгрии, Швейцарии (1994—1995).
Выдвинут от Латвии на должность судьи Европейского суда по правам человека (1995—2004), затем Суда Европейского союза (до 2010 года назывался Судом Европейских сообществ). Депутат Сейма (1993—1994). Судья Международного арбитражного суда.
В 2018 году был снова утверждён в должности судьи Суда ЕС, с истечением срока полномочий в 2024 году.
В том же 2018 году удостоен титула «Человек Европы в Латвии», получив самую большую поддержку в народном голосовании.
29 мая 2019 года был избран Сеймом на должность президента Латвии. В мае 2023 года, в связи с предстоящими очередными президентскими выборами, принял решение в них не участвовать, хотя ранее и заявлял о своей готовности баллотироваться на второй срок. 31 мая Эдгарс Ринкевичс был избран его преемником.

## Конституционные инициативы
Хотя Левитс с 2007 года по предложению президента Валдиса Затлерса был председателем президентской комиссии по конституционному праву и его считают автором некоторых важных конституционных инициатив, его деятельность в этом поле оценивается противоречиво.
Левитс в 2015 году положительно оценил решение правительства о приёме беженцев в Латвии, поскольку содержательно и по существу оно не противоречит конституции.
В 2016 году при обсуждении Стамбульской конвенции он подтвердил, что она согласуется с конституцией, однако не может быть отнесена к любым отличиям между полами, которые не связаны с насилием.

## Имущественный статус
По данным на 2015 год, Левитсу принадлежало два земельных участка в Марупе под Ригой, два земельных участка и дом в Энгуре (берег Рижского залива), а также квартиры в Риге и Цесисе. Не будучи государственным должностным лицом, Левитс не обязан был подавать ежегодные декларации.
В 2016 году включён в список самых высокооплачиваемых лиц Евросоюза. Его бюро обходилось европейским налогоплательщикам в 426 635 евро в год, а его собственная зарплата составила 268 215 евро в год.

## Семья
Супруга Андра — родилась в Германии в латышской семье, врач-гинеколог. Супруги состоят в браке с 1991 года, у них есть дочь Индра и сын Линардс.

## Награды
- Офицер ордена Трёх звёзд.
- Крест Признания I степени (22 марта 2005)[16]
- Орден князя Ярослава Мудрого I степени (23 августа 2021, Украина) — за выдающийся личный вклад в укрепление украинско-латвийского межгосударственного сотрудничества, поддержку независимости и территориальной целостности Украины[17]
- Кавалер Династического Ордена Золотого Льва Дома Нассау (Люксембург, 15 марта 2023)